# Benedict Strauch
Benedict Strauch OSA; (* 12. März 1724 in Frankenstein, Herzogtum Münsterberg; † 19. Oktober 1803 in Sagan, Fürstentum Sagan) war ein deutscher Augustiner-Chorherr, Katholischer Theologe und Pädagoge.

## Leben
Strauch hatte an der Stadtschule seiner Heimatstadt den ersten Unterricht absolviert. Am Gymnasium in Olmütz und an der Universität Breslau widmete er sich philosophischen und theologischen Studien. 1747 trat er in das Augustiner-Chorherrenstift Sagan ein und erhielt 1748 die Priesterweihe. Seine Zeit nutzte er zu einem fortgesetzten Studium der Theologie, besonders des Kanonischen Rechts, der Patristik sowie der Kirchen- und Profangeschichte. Nachdem er eine kurze Zeit im Saganer Stift die Stelle eines Kirchen- und Kellermeisters verwaltet hatte, wurde er Kaplan in Dittersbach, kehrte jedoch bald als Stadtkaplan und Sonntagsprediger nach Sagan zurück.
1762 wurde er Prior, Novizenmeister und Aufseher über die zum Stift gehörigen Schulen. In Verbindung mit Johann Ignaz von Felbiger, der seit 1758 Prälat in Sagan war, sorgte Strauch mit diesem für eine positive Entwicklung des Stifts. Er berücksichtigte die inneren Angelegenheiten des Stifts, während Felbiger auf die äußeren Verhältnisse desselben sein Hauptaugenmerk richtete. Dabei entwickelten beide ein katholisches Schulreformkonzept, welches später für ganz Schlesien im General-Land-Schul-Reglement von 1765 seinen Niederschlag fand.
Für die Bildung der jungen Stiftsgeistlichen sorgte er durch öffentliche Vorlesungen; der Schuljugend erteilte er selbst Religionsunterricht. Als Felbiger sich 1778 völlig in österreichische Dienste begab, ging die Prälatur des Stifts Sagan auf Strauch über. Durch Sparsamkeit und Einschränkung suchte er die gesunkenen Einkünfte des Stifts zu heben und achtete auf die Erhaltung der inneren Disziplin. Auch die Vorlesungen, die er früher als Prior gehalten hatte, setzte er fort, um die jungen Stiftsgeistlichen auszubilden.
Strauch hatte an der Verbesserung des katholischen Schulwesens gewirkt. Dies tat er nicht nur durch seinen mündlichen Vortrag, sondern auch durch Schriften, unter denen besonders sein 1765 erschienener „Römisch-katholischer Catechismus“, seine 1768 herausgegeben „Catechetischen Betrachtungen“, in denen er eine kurze Übersicht der katholischen Dogmen gab, und sein 1767 gedruckter „Kern biblischer Geschichten des Alten Testaments“ Bedeutung erlangten. Mehrere dieser Schriften erlebten wiederholte Auflagen. Nach den wesentlichsten Grundsätzen der christlichen Moral entwarf er auch 1776 eine „Kurze biblische Geschichte der Religion“.

## Werke (Auswahl)
- Die Evangelien, wie sie von den vier Evangelisten geschrieben worden nebst den Lectionen und Episteln, die das Jahr hindurch in der katholischen Kirche gelesen werden; zum Gebrauch der Leseschüler des Saganschen Stifts. Sagan 1764, 3. Auflage, Sagan 1771
- Römisch-katholischer Catechismus zum Gebrauch der Schlesischen Schulen für die zweite Classe der Kinder. Sagan 1765, 1767, 1776
- Römisch-katholischer Catechismus für die dritte Classe der Kinder in den Schulen des Saganschen Stifts. Sagan 1766, 1776
- Der Herrn Francois Lafitau, Bischofs zu Sisteron, geistliche Briefe an eine Klosterjungfrau; aus dem Französischen. Bamberg und Würzburg 1767
- Kern der biblischen Geschichte Alten Testaments, daraus der Jugend die vornehmsten Begebenheiten des Volkes Gottes und der berühmtesten Personen aus diesem Volke sehr leicht bekannt gemacht werden können. Sagan 1767
- Catechetische Betrachtungen, in denen der Inhalt des heiligen römisch-katholischen Glaubens dergestalt vorgetragen wird, daß Personen, welche in der Jugend schlecht unterrichtet worden, oder die den erhaltenen Unterricht vergessen haben, die Glaubenswahrheiten und Lebenspflichten dieser heilöigen Religion sich leicht und rührend bekannt machen können. Bamberg und Würzburg 1768, 1771 (Online)
- Rede an dem Sonntage Lätare 1765, dem Gedächtnißtage des in Schlesien vor acht hundert Jahren eingeführten Christenthums gehalten in der Stifts- und Pfarrkirche zu Sagan. Bamberg und Würzburg 1768
- Katholisches Gebetbuch, vornehmlich zum Gebrauch gemeiner Leute. Sagan 1768
- M. Ignaz Schmidt: Der Catechist, nach seinen Eigenschaften und Pflichten, aus dem Lateinischen übersetzt. Sagan 1772 (Online), 1775, 2. Teil (Online)
- Kurze biblische Geschichte der Religion, nach dem Hauptsächlisten von der christlichen Sittenlehre, für die zum Saganschen Stift gehörigen Stadt und Landschulen. Sagan 1776
- Betrachtungen der Gebete, besonders für Personen, die lange krank sind, und sich christlich zu sterben wohl vorbereiten wollen. Sagan 1789